# McCracken
McCracken és una població dels Estats Units a l'estat de Kansas. Segons el cens del 2000 tenia 211 habitants.

## Demografia
Segons el cens del 2000, McCracken tenia 211 habitants, 106 habitatges, i 57 famílies. La densitat de població era de 84,9 habitants/km².
Dels 106 habitatges en un 24,5% hi vivien nens de menys de 18 anys, en un 43,4% hi vivien parelles casades, en un 8,5% dones solteres, i en un 45,3% no eren unitats familiars. En el 44,3% dels habitatges hi vivien persones soles el 28,3% de les quals corresponia a persones de 65 anys o més que vivien soles. El nombre mitjà de persones vivint en cada habitatge era d'1,99 i el nombre mitjà de persones que vivien en cada família era de 2,74.
Per edats la població es repartia de la següent manera: un 23,7% tenia menys de 18 anys, un 2,4% entre 18 i 24, un 19,4% entre 25 i 44, un 26,1% de 45 a 60 i un 28,4% 65 anys o més.
L'edat mediana era de 47 anys. Per cada 100 dones de 18 o més anys hi havia 85,1 homes.
La renda mediana per habitatge era de 29.750 $ i la renda mediana per família de 34.750 $. Els homes tenien una renda mediana de 31.250 $ mentre que les dones 25.250 $. La renda per capita de la població era de 13.957 $. Entorn del 12,3% de les famílies i el 13,7% de la població estaven per davall del llindar de pobresa.

## Poblacions més properes
El següent diagrama mostra les poblacions més properes.